# Castrignano (Langhirano)
Castrignano è una frazione di Langhirano, in provincia di Parma.
La località dista 4,31 km dal capoluogo.

## Geografia fisica
La frazione appenninica è costituita dall'unione delle due principali località di Costa di Castrignano, posta a un'altitudine di 580 m s.l.m. e distante dal capoluogo 3,35 km, e Valle di Castrignano, posta a un'altitudine di 470 m s.l.m. e distante dal capoluogo 4,53 km.

## Origini del nome
La località, nota in epoca medievale come Castrum Regnani, Castrum Rognani e Castro Ragnani, deve il suo nome al castello che vi sorgeva, fondato secondo la tradizione da un certo Regnano.

## Storia
Il borgo fu fondato in età altomedievale dai Longobardi nei pressi della strada delle cento miglia.
L'originaria pieve fu costruita secondo alcuni storici già nel VI secolo, in posizione ignota; probabilmente fu edificato in epoca successiva il castello difensivo, menzionato per la prima volta verso la fine del X secolo.
Nel 1028 Ildegarda, figlia di Oddone il Salico, vendette alla chiesa di San Pietro di Parma numerose terre del Parmense, tra cui Castroragnani.
Nel 1116 l'imperatore del Sacro Romano Impero Enrico V di Franconia confermò all'abate del monastero di Sant'Apollonio di Canossa il possesso del maniero e delle terre circostanti.
Nel 1137 l'imperatore Lotario II di Supplimburgo assegnò al monastero di San Prospero di Reggio Emilia il feudo di Castrignano.
Nel 1186 l'imperatore Federico Barbarossa, subito dopo il matrimonio tra il figlio Enrico VI e Costanza d'Altavilla, donò in segno di riconoscenza il castello e il territorio da esso dipendente, comprendente anche Mattaleto e Langhirano, al vescovo di Parma Bernardo II.
Nel 1219 l'imperatore Federico II di Svevia concesse al Comune di Parma la conferma degli antichi diritti, tra cui il pieno potere sul territorio; ciò fu interpretato dal podestà Negro Mariani da Cremona quale attestazione della completa autonomia dall'autorità episcopale e del legittimo possesso di numerosi feudi del Parmense, tra cui Castrignano. Il vescovo Obizzo Fieschi si oppose e si rivolse al papa Onorio III, che l'anno seguente ristabilì l'autorità della diocesi su tutti i territori governati in precedenza; l'accordo tra il Comune e il vescovo fu ratificato nel 1221.
Nel 1339 Azzo da Correggio chiese in feudo al papa Benedetto XII il monte di Castrignano; dopo alcuni anni il vescovo Ugolino de' Rossi intraprese una causa contro Azzo, che nel frattempo aveva preso possesso di Castrignano erigendovi un castello; il signore di Milano Giovanni Visconti fece abbattere il maniero intorno al 1350, ma nel 1355 Bernabò Visconti riconsegnò al Correggese il feudo; nel 1358 Ugolino de' Rossi avviò una nuova lite contro l'usurpatore, vincendola definitivamente. Nel 1376 il vescovo investì del feudo il pronipote Rolando de' Rossi, in segno di riconoscenza per i servigi resi dal padre Giacomo all'episcopato parmense.
I Rossi ricostruirono il castello e nel 1404 vi si rifugiò Pietro dopo la sua cacciata da Parma per volere di Ottobuono de' Terzi, che l'anno seguente ne venne in possesso per mano del castellano di Guardasone Pietro del Borgo. Nel 1409 Galeazzo da Correggio conquistò per conto del marchese di Ferrara Niccolò III d'Este, alleato rossiano, il maniero di Castrignano e la sua dipendenza di Mattaleto, ma ne approfittò per prenderne possesso; l'anno seguente, dopo l'uccisione di Ottobuono de' Terzi, Pietro de' Rossi riconquistò la fortificazione di Castrignano.
I Rossi ricevettero conferma dell'investitura feudale da parte dell'imperatore Sigismondo di Lussemburgo nel 1413 e del duca di Milano Filippo Maria Visconti nel 1425; nel 1448 il vescovo Delfino della Pergola tentò di rientrarne in possesso, ma fu costretto a desistere.
In seguito alla disastrosa guerra dei Rossi conclusa nel 1483, Castrignano, rivendicata dal vescovo Giovanni Giacomo Schiaffinato, fu restituita alla diocesi di Parma, che ne mantenne il possesso fino all'abolizione napoleonica dei diritti feudali del 1806; la località divenne quindi frazione del nuovo comune (o mairie) di Langhirano.

## Monumenti e luoghi d'interesse

### Pieve di Castrignano

#### Chiesa dell'Assunzione di Maria Vergine

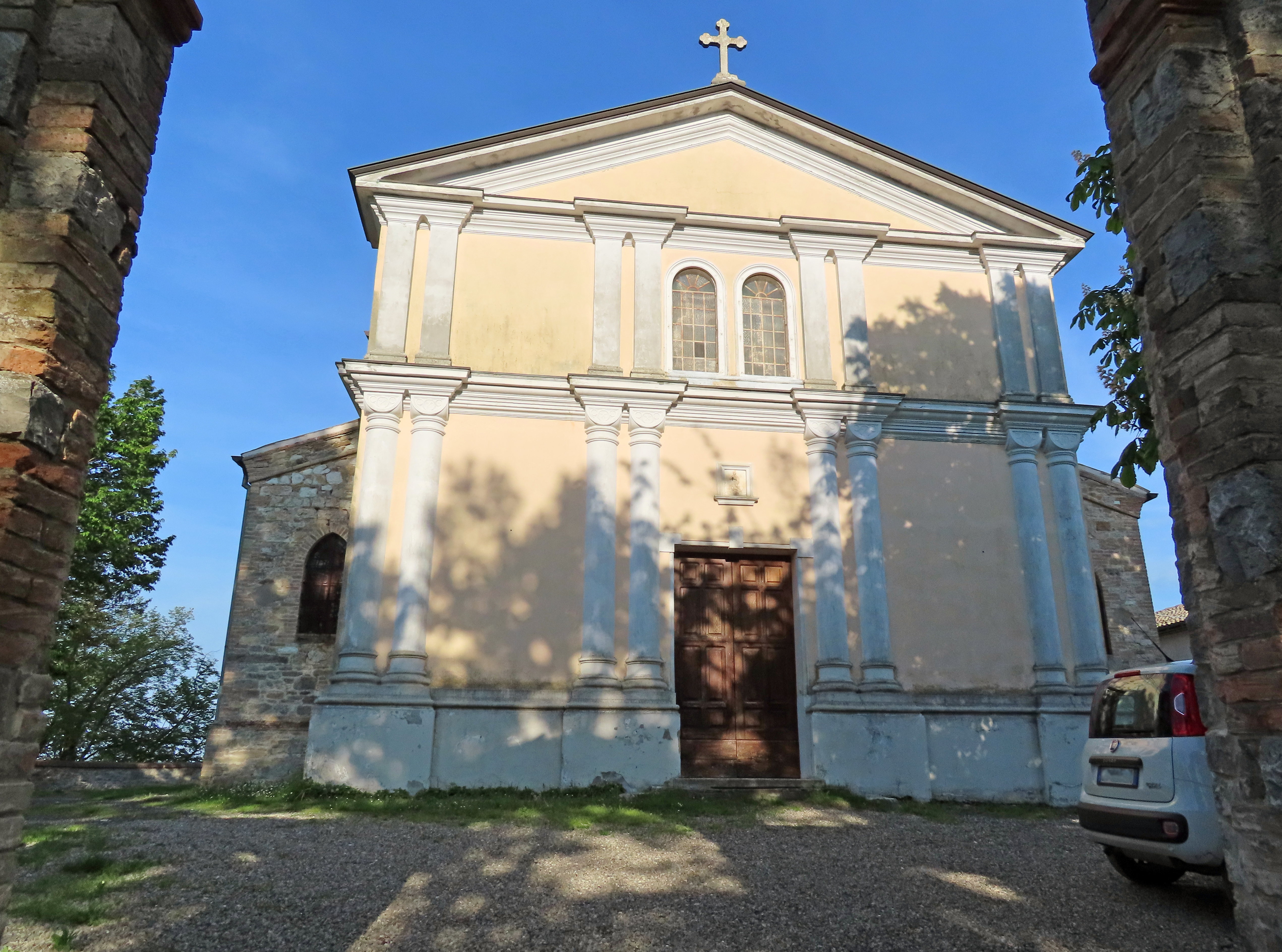
Chiesa dell'Assunzione di Maria Vergine

Costruita originariamente forse già nel VI secolo, la pieve romanica, riedificata in epoca ignota all'interno della cinta muraria del castello, fu citata per la prima volta nel 1005; ricostruita in stile barocco nel 1667, fu dotata della facciata neoclassica agli inizi del XX secolo e ristrutturata internamente in stile neobizantino nel 1930; danneggiata dal sisma del 2008, fu restaurata e consolidata tra il 2012 e il 2013; conserva al suo interno una croce astile del XIV secolo e un fonte battesimale rivestito con due capitelli e un abaco risalenti all'incirca al 1450, provenienti dalle rovine del vicino castello.

#### Castello

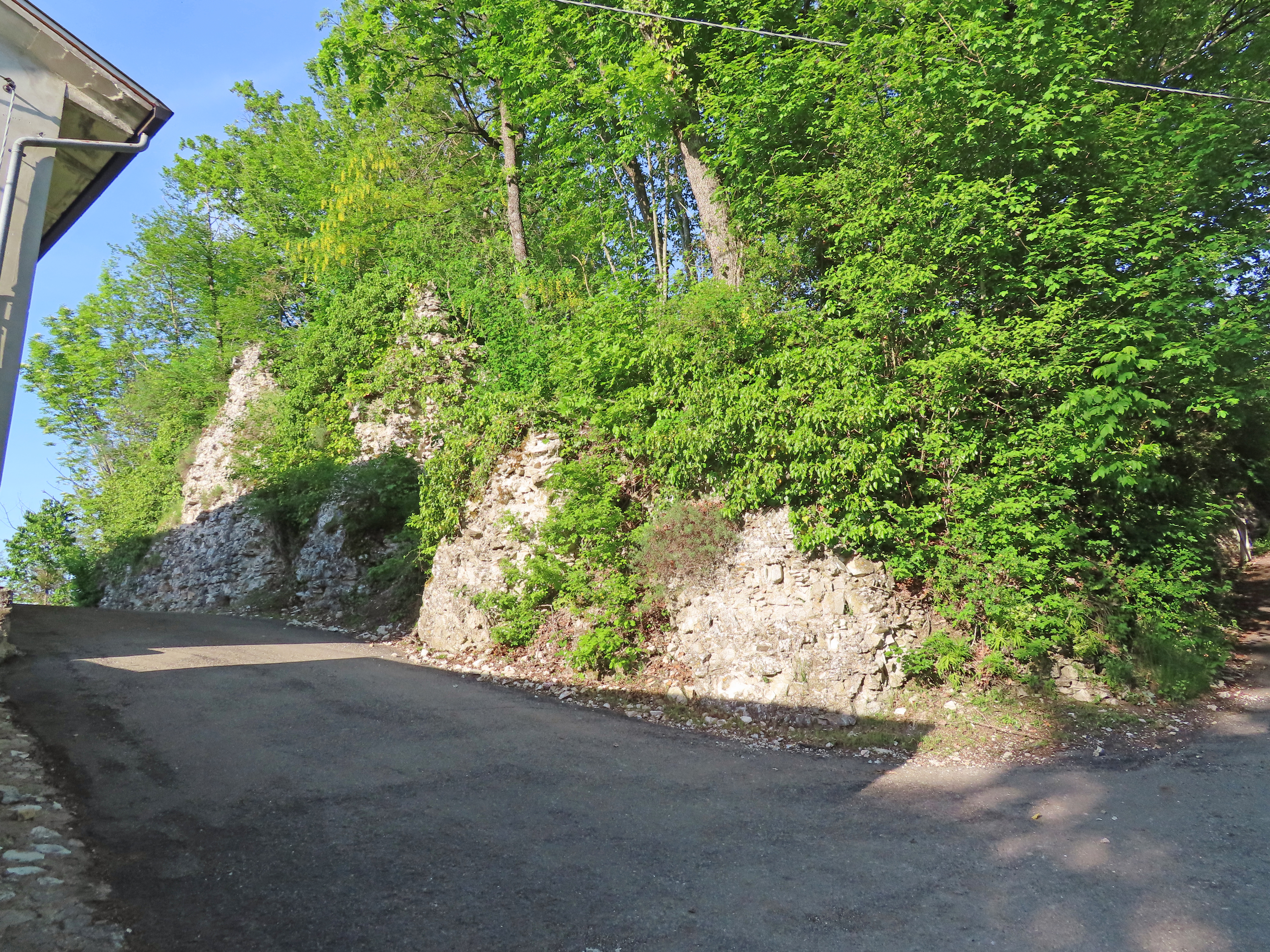
Ruderi del castello

Edificato in epoca altomedievale, il castello fu alienato nel 1028 alla chiesa di San Pietro di Parma; assegnato agli inizi del XII secolo al monastero di Sant'Apollonio di Canossa e nel 1137 al monastero di San Prospero di Reggio Emilia, nel 1186 fu donato dall'imperatore Federico Barbarossa alla diocesi di Parma; riedificato da Azzo da Correggio nel 1339, nei decenni seguenti fu rivendicato dal vescovo di Parma Ugolino de' Rossi, che, riottenutolo nel 1358, ne investì nel 1376 il pronipote Rolando de' Rossi; riedificato dai Rossi, fu espugnato nel 1405 dai Terzi; riconquistato dai Rossi nel 1410, al termine della guerra dei Rossi del 1483 fu riassegnato alla diocesi di Parma; completamente abbandonato, degradò nei secoli successivi e parte delle rovine fu adattata a portale d'accesso al sagrato della pieve; se ne conservano inoltre alcuni brandelli di muro seminascosti dalla vegetazione, posti tra la chiesa e il cimitero.

### Costa di Castrignano

#### Oratorio di San Rocco
Edificato nel 1622, l'oratorio di Costa, dedicato a san Rocco, fu ricostruito e ampliato intorno al 1970.

#### Palazzo Tarasconi

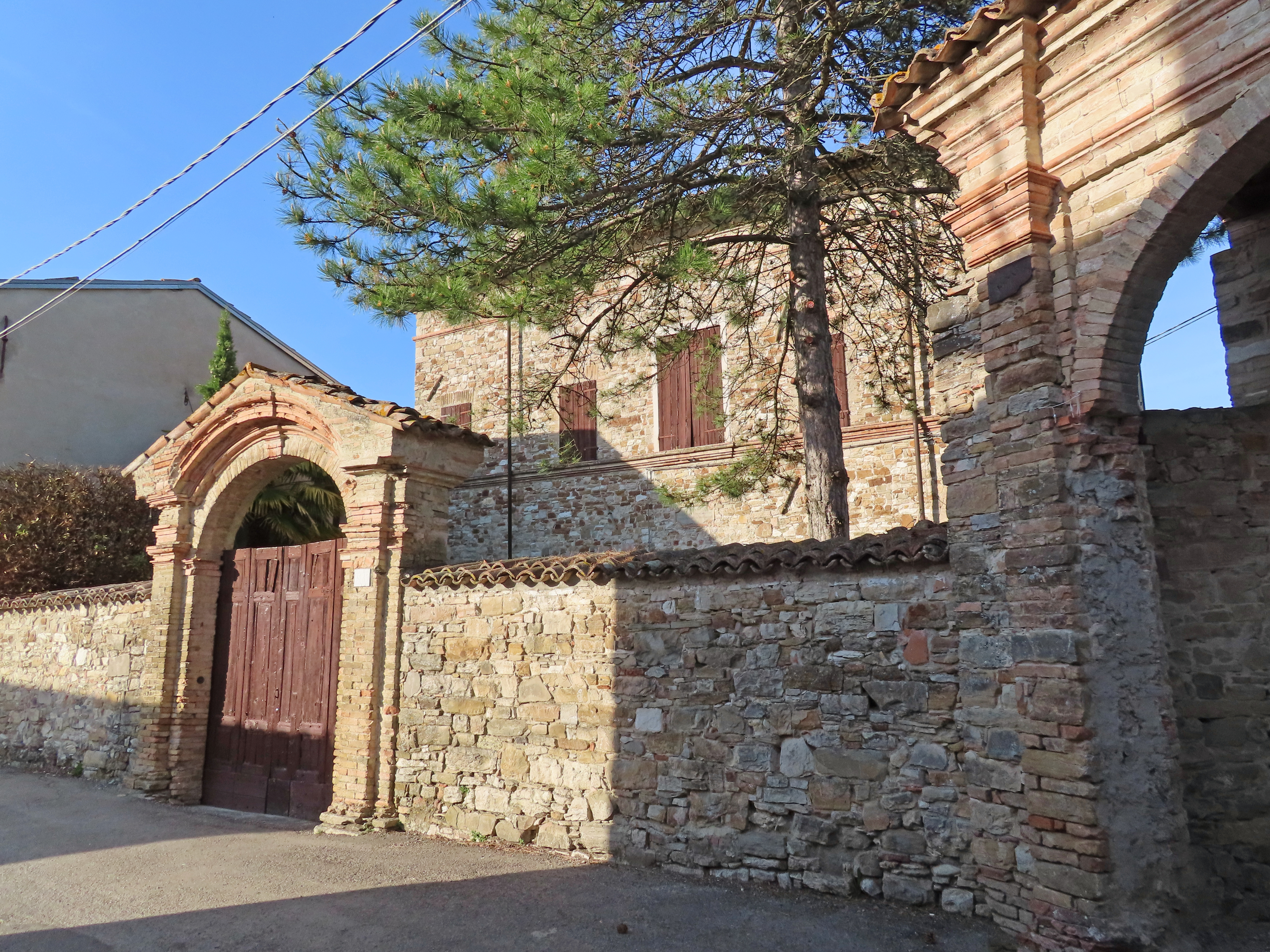
Palazzo Tarasconi

Costruito tra la fine del XVII e l'inizio del XVIII secolo in prossimità della torre medievale per volere dei conti Tarasconi, verso la fine del XIX secolo il palazzo fu alienato agli Stocchi, che lo rivendettero presto agli Scaroni; danneggiato da un incendio durante la seconda guerra mondiale, fu in seguito completamente ristrutturato e infine venduto alla famiglia Canali; l'edificio in pietra, preceduto da un giardino, presenta una facciata barocca e un loggiato sul prospetto laterale, oltre a vari ambienti coperti da volte e decorati con affreschi parietali.

### Valle di Castrignano

#### Cappella di Santa Lucia

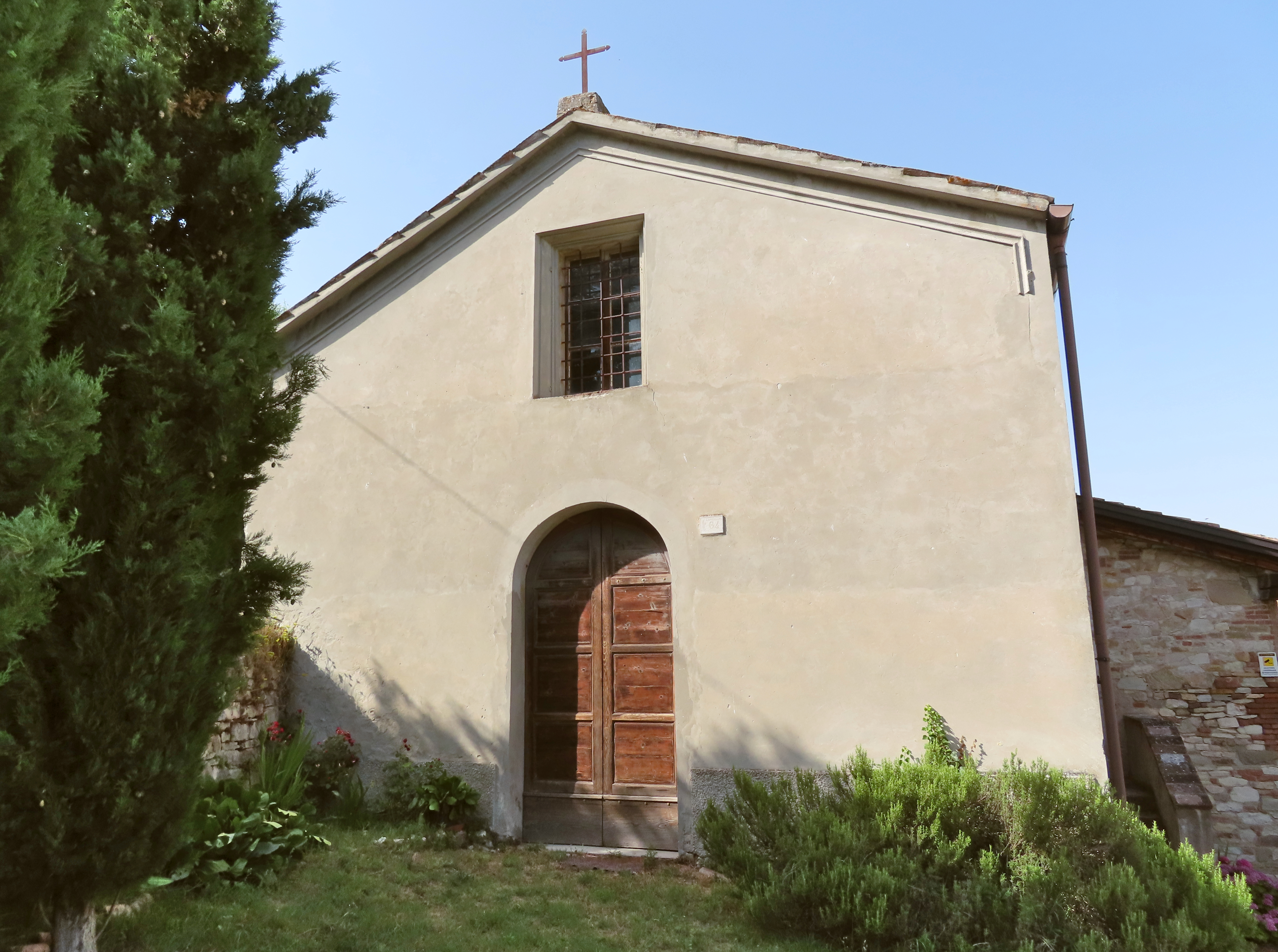
Cappella di Santa Lucia

Menzionata per la prima volta nel 1422, la piccola cappella di Valle, dedicata a santa Lucia, fu completamente ricostruita nel 1961.

#### Rocca

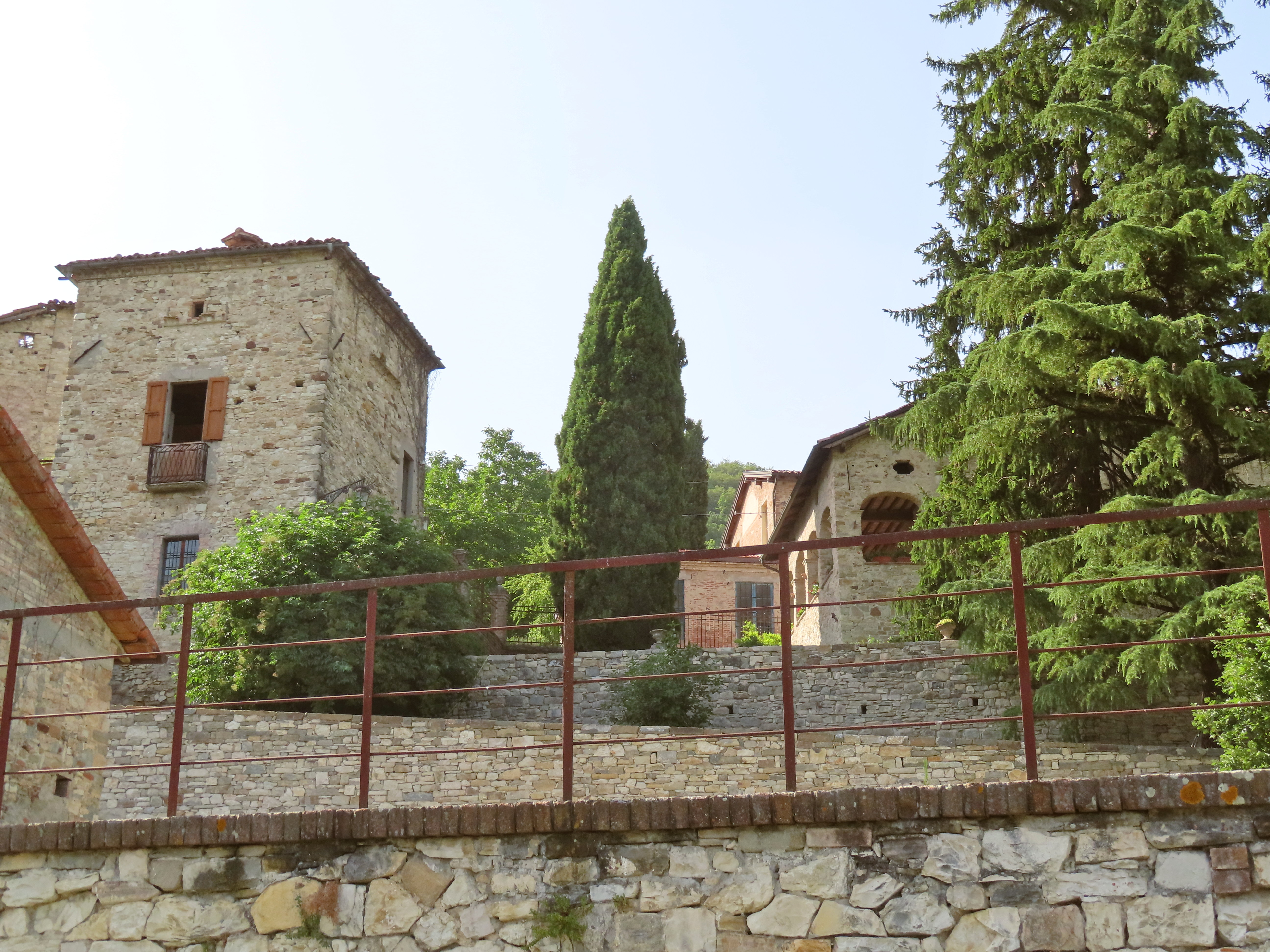
Rocca

Costruite tra la fine del XIV e gli inizi del XV secolo a presidio della strada di accesso al castello di Castrignano, le torri della rocca furono successivamente acquistate dalla nobile famiglia Cavatorta e, tra il XVIII e il XIX secolo, furono affiancate da nuovi edifici residenziali; alienate nei primi anni del XX secolo alla famiglia Campelli, nei decenni seguenti le strutture divennero sede di un'azienda agricola e agli inizi del XXI secolo furono restaurate e aperte al pubblico. La corte conserva quattro casetorri medievali e alcuni edifici settecenteschi, tra cui la casa padronale con loggiato; nei dintorni sopravvive inoltre l'antica casaforte Malavilla.

#### Corte Ravanetti
Edificata originariamente entro il XVII secolo, la corte in pietra fu modificata più volte; danneggiata dal sisma del 2008, subì nel 2015 il crollo della stalla risalente agli inizi del XIX secolo.

#### Corte Pelosi
Costruita nel XVIII secolo, la corte in pietra fu modificata più volte e lesionata dal sisma del 2008.

#### Casa duecentesca
Edificata nel XIII secolo, rappresenta una delle abitazioni più antiche dell'Appennino parmense.